# Apple Classrooms of Tomorrow
Apple Classrooms of Tomorrow (ACOT) byl výzkumný projekt, zabývající se vztahem učitelů, studentů a počítačů. 
Výzkum započal roku 1985 v USA a trval 3 roky. Byl založen na spolupráci škol, univerzit, výzkumných institucí a společnosti Apple Computer. Projekt spojil technickou problematiku s pedagogickou a popsal mj. i několik významných integračních fází, kterými vývoj přístupu učitelů k prostředkům informačních technologií prochází:
- Fáze výchozí (Entry)
- Fáze osvojování (Adoption)
- Fáze adaptace (Adaptation)
- Fáze uchopení (Appropriation)
- Fáze invence (Invention)
- Fáze rozhodnutí (Conclusion)

Výzkum ACOT označuje informační technologie „vzdělávacím nástrojem a prostředkem pro přemýšlení, spolupráci a komunikaci“. Projekt mimo jiné dokázal, že zařazení těchto technologií do vzdělávacího procesu může významně zlepšit výsledky učení.
Závěry tohoto výzkumného projektu se také v mnoha případech staly podkladem a inspirací pro změnu výukových metodik.